# 8850 Bignonia
A 8850 Bignonia (ideiglenes jelöléssel 1990 VQ6) a Naprendszer kisbolygóövében található aszteroida. Eric Walter Elst fedezte fel 1990. november 15-én.